# NHL 2K3
NHL 2K3 est un jeu vidéo de hockey sur glace développé par Treyarch et édité par Sega, sorti en 2002 sur GameCube, PlayStation 2 et Xbox.

## Accueil
- Jeux vidéo Magazine : 14/20[1]
- Jeuxvideo.com : 15/20[2]